# フランシス・ジョセフ・ブリュギエール

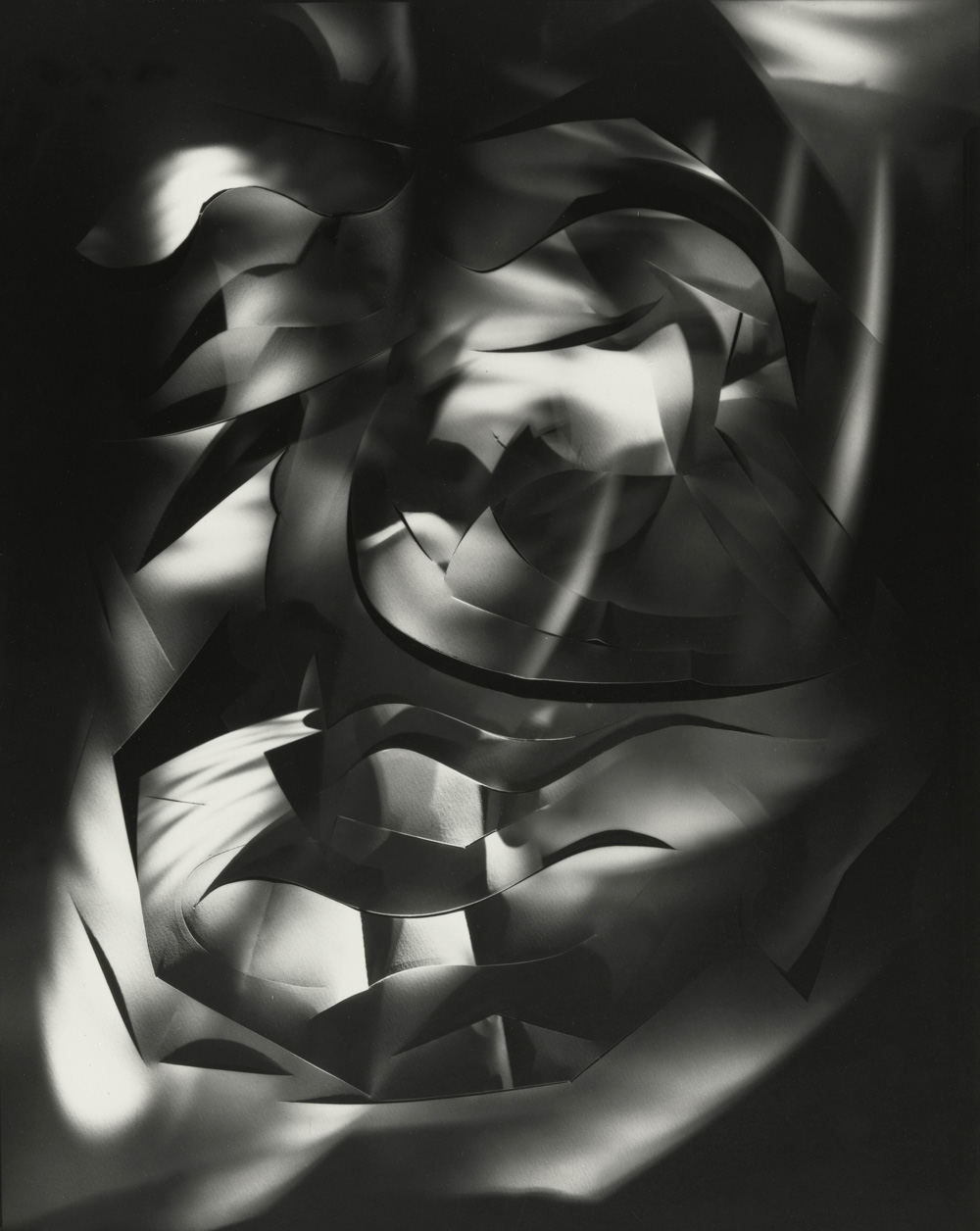
フランシス・ジョセフ・ブリュギエール

フランシス・ジョセフ・ブリュギエール（Francis Joseph Bruguière, 1879年10月16日 - 1945年5月8日) は、アメリカの写真家である。
彼は西海岸のカリフォルニア州サンフランシスコに生まれた。音楽から絵画まで、幅広く学ぶも、1905年に、スティーグリッツと出会い、写真を目指すこととなる。彼の母は1915年にドイツの潜水艦に、イギリスの遠洋客船（オーシャンライナー）が撃沈されたことで死亡している。
当初は、ピクトリアリスムの作品を制作していたが、のち、ニューヨークに移り、抽象的な作品を制作するようになる。フォト・セセッションにも参加した。
ブリュギエールの抽象的な写真作品として有名なのは、ライト・アブストラクション (light abstractions) またはカット・ペーパー・アブストラクション (cut paper abstraction)、と呼ばれる、1920年代の作品である。これは、紙に切れ目を入れ、折り曲げたり、捻じ曲げたりしたものに、光を当てて、そこに現われた光と影、紙における陰影を写し取った作品で、独特の世界を形成している。
- 日本での紹介

日本の美術館では、グループ展でも取り上げられたことがなく、日本語文献も見当たらない。ただ、次の翻訳文献では、若干の解説（経歴紹介はない）とともに、作品1点が紹介されている。
- 『写真の歴史』／ナオミ・ローゼンブラム (Naomi Rosenblum)／日本語版監修飯沢耕太郎／美術出版社／1998年／1997年の原著第三版の翻訳